# Taking Woodstock
Taking Woodstock (bra: Aconteceu em Woodstock; prt: Taking Woodstock) é um filme estadunidense de 2009, do gênero comédia dramática, dirigido por Ang Lee, com roteiro de James Schamus baseado no livro de memórias Taking Woodstock: A True Story of a Riot, a Concert and a Life, de Elliot Tiber e Tom Monte.
O filme estreou em 2009 no Festival de Cannes.

## Sinopse
É 1969. Quando o hotel dos pais de Elliot é ameaçado de despejo, ele oferece a área para promover um show de rock e arrecadar dinheiro. Ele só não imagina as enormes proporções que o festival de Woodstock terá. Baseado numa história real.

## Elenco
- Demetri Martin como Elliot Tiber
- Emile Hirsch como Billy
- Jonathan Groff como Michael Lang
- Eugene Levy como Max Yasgur
- Imelda Staunton como Sonia Teichberg
- Dan Fogler como Devon
- Skylar Astin como John Roberts
- Damian Kulash como Cantora
- Henry Goodman como Sr. Tiber
- Jeffrey Dean Morgan
- Liev Schreiber como Vilma
- Paul Dano como garoto VW
- Kelli Garner como garota VW

## Produção
As filmagens ocorreram de agosto a outubro de 2008, em New Lebanon, Nova Iorque e East Chatham, Nova Iorque, localizado no Condado de Columbia, e na Cidade de Nova Iorque.

## Recepção
O filme recebeu revisões mistas dos críticos com uma pontuação de 48% no Rotten Tomatoes e 55% no Metacritic.
Roger Ebert no Chicago Sun-Times, escreveu: "[...] Lee e o escritor James Schamus não estão fazendo uma pastiche histórica. Esta é uma comédia com alguns interlúdios doces e outros que são alegremente por cima, tais como uma trupe teatral nua que vive no celeiro de Elliot, e Vilma, sua voluntário chefe da segurança do motel, um travesti ex-marinha interpretado por Liev Schreiber. como é que Schreiber, olhando como ele normalmente faz, exceto por uma peruca loira e um vestido, atuar um travesti? completamente em linha reta. ele funciona".